# OpenFrameworks
openFrameworks es una herramienta de código libre (Código abierto) diseñada para la "codificación creativa", es decir, para la programación creativa orientada a artistas y diseñadores.
OpenFrameworks está escrito en el lenguaje de programación C++ y trabaja también con OpenGL. Esta herramienta puede utilizarse en los siguientes sistemas operativos: Microsoft Windows, macOS, Linux, iOS, Androide y Emscripten. Además, debe su creación a Zachary Lieberman, Theo Watson y Arturo Castro con contribuciones de otros miembros de la comunidad  de openFrameworks.

## Historia
OpenFrameworks v0.01 fue impulsado por Zachary Lieberman el 3 de agosto de 2005. En febrero de 2006, la versión v0.03 era usada únicamente por el alumnado de Lieberman en el Parsons Escuela de Diseño, en la ciudad de Nueva York. Según sus autores, openFrameworks estuvo desarrollado para: 

"...personas que usan computadoras para la expresión creativa y artística, y a quienes les gustaría un acceso de bajo nivel a los datos dentro de los medios para manipular, analizar o explorar. Esa audiencia que sentimos fue significativamente desatendida por la cosecha actual de bibliotecas de C ++."

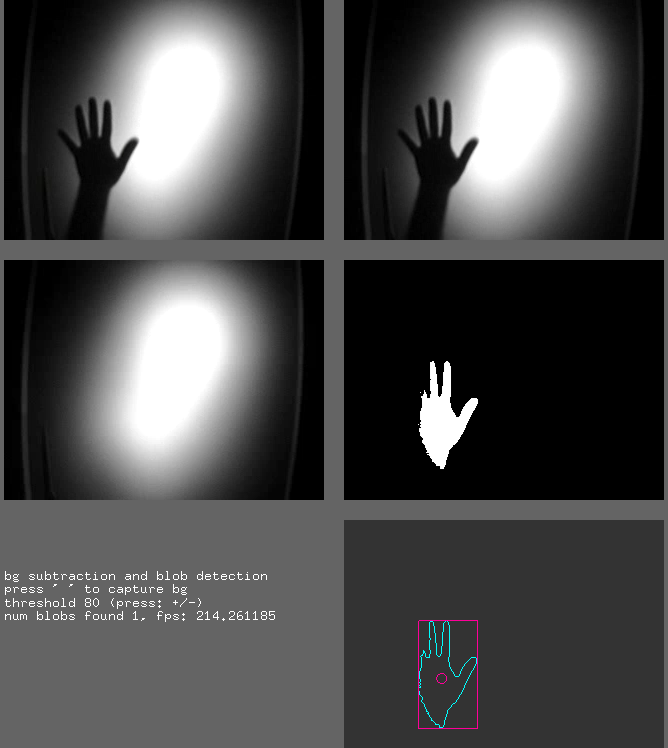
OpenFrameworks y diseño, con OpenCV.

## Proyectos relacionados
Su énfasis en los usos "creativos" tiene un paralelismo con Processing, ya que ambos proyectos presentan una interfaz simplificada para poderosas bibliotecas de medios, hardware y comunicación. La diferencia principal de openFrameworks respecto a Processing es que está escrita en C++, en lugar de en Java. Los usuarios encontrarán muchas similitudes entre las dos bibliotecas, por ejemplo, la similitud en algunas funciones: beginShape () en Processing es ofBeginShape () en openFrameworks.
Se incluye un artículo para personas que vienen a openFrameworks desde Processing.

Otro proyecto similar es Cinder, el cual es también un marco de biblioteca C++  para programación creativa. La diferencia primaria es que openFrameworks tiene un número más grande de dependencias sobre bibliotecas de código abierto, permitiendo a los programadores avanzados más control y transparencia, mientras Cinder es más dependiente de las bibliotecas integradas en los sistemas operativos, lo que generalmente implica  que las actualizaciones y correcciones de errores son más frecuentes y fiables con openFrameworks.[cita requerida]

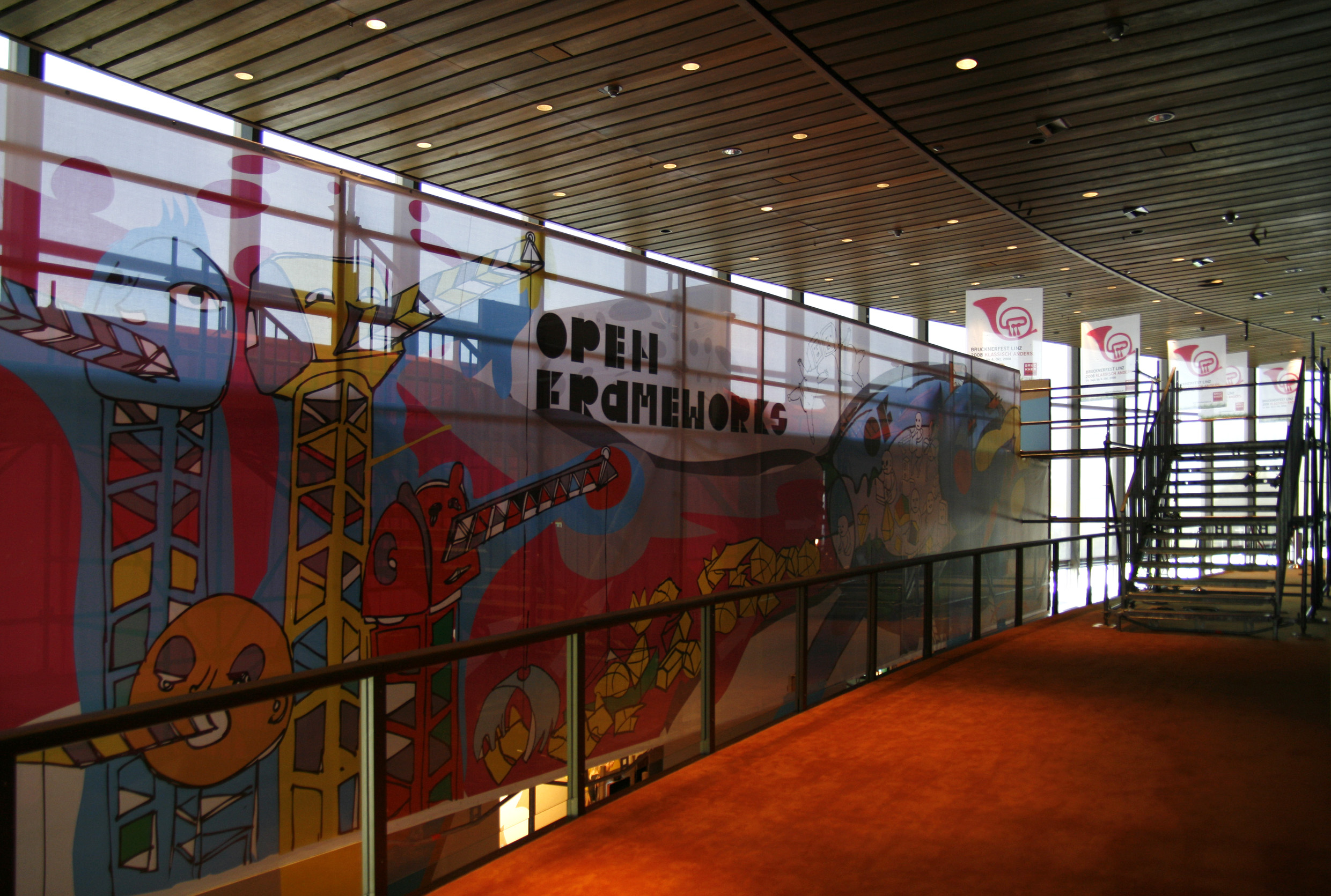
Presentación del proyecto openFrameworks en el 2008 Ars Electronica Festival

## Licencia
Openframeworks se lanza bajo la licencia de MIT licencia. Las bibliotecas utilizadas por el marco tienen cada una sus propias licencias.

### Proyectos mundiales
Los proyectos a destacar creados con openFrameworks son los siguientes:
- Espacio de audio por Theodore Watson
- Dibujado por Zach Lieberman
- Colores por Cory Arcángel
- re-Mirada por Chris Sugrue
- L.Un.S.E.R. Etiqueta por Theo Watson/Graffiti Laboratorio de Búsqueda
- EyeWriter Por Tecnología y Arte Libres (F.Un.T.), OpenFrameworks, Grafiti Laboratorio de Búsqueda, y El Ebeling Grupo en colaboración con TEMPTONE
- Linterna mágica por Alberto García, Julio Obelleiro, Martín Nadal y Alberto Cortés
- Le Sacre du Printemps Es por Klaus Obermaier con el Ars Electronica Futurelab, Chris Sugrue, y Matthias Bauer.
- TouchKit Multitouch Sistema por NI_/D
- Quase-Cine VJ software por Alexandre Rangel
- Globo4D por Rick Companje, Nico van Dijk, Danica #Palo, Hanco Hogenbirk
- Noche estrellada animación interactiva por Petros Vrellis
- CCV 2D Multitouch Siguiendo Archivado el 26 de junio de 2012 en Wayback Machine. por NUI Comunidad de Grupo
- Super Hexágono por Terry Cavanagh
- Fútbol de #Arena del torneo un 3D Android juego por Nitra Juegos Ltd.

- Datos: Q7095789